# Hochwasser in China 2020

Die von der Flutkatastrophe am stärksten betroffenen Provinzen in China

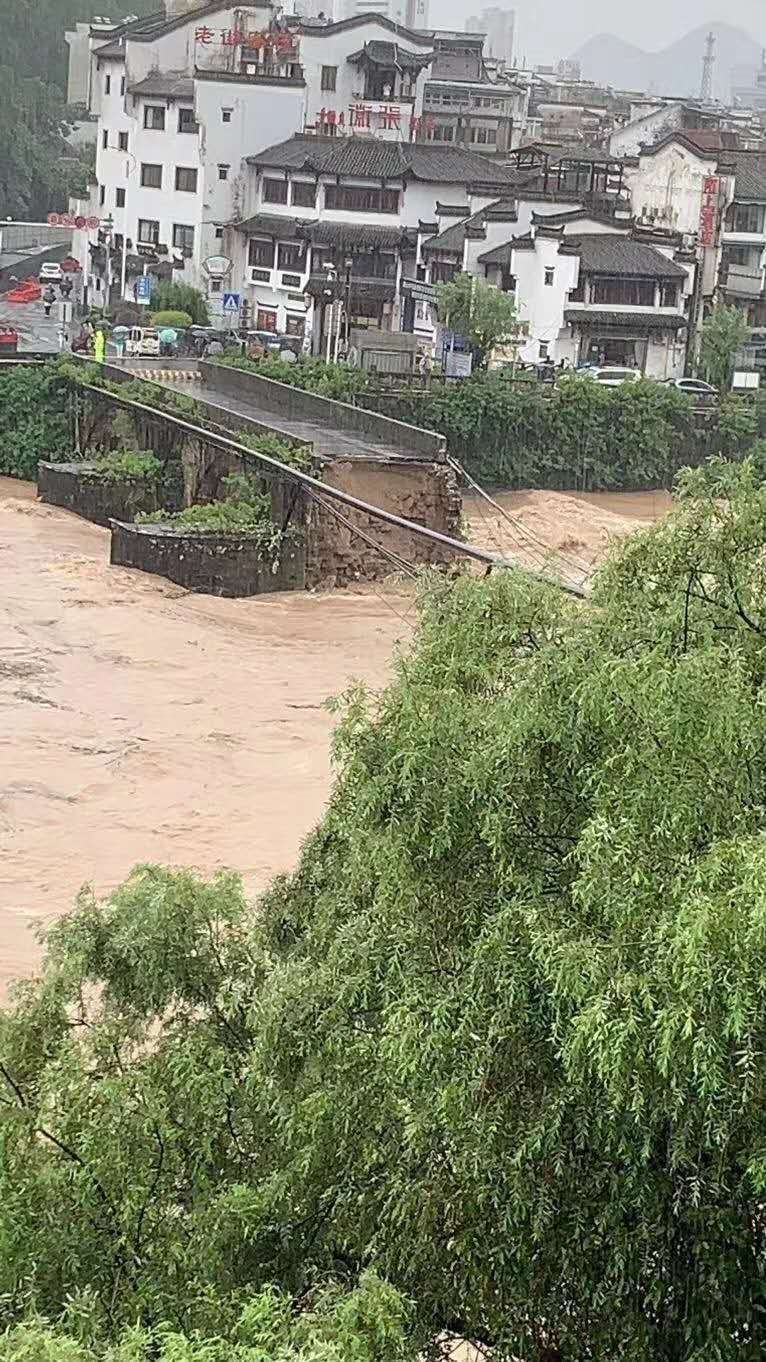
Die Tunxi-Zhenhai-Brücke (Alte Brücke) wurde am 7. Juli 2020 zerstört.

Die Hochwasserkatastrophe in China 2020 war eine Serie von durch starke Regenfälle der regionalen Regenzeit ausgelösten Überschwemmungen, die seit Anfang Juni 2020 weite Teile Südchinas einschließlich des Jangtse-Beckens und seiner Nebenflüsse schwer trafen. Die Regenfälle und Überschwemmungen dehnten sich im Juli auf Zentral- und Ostchina aus und wurden als die schlimmsten seit mindestens 1998 bezeichnet.
Nach Angaben des Ministeriums für Katastrophenschutz hatten die Überschwemmungen bis Ende Juni 744.000 Menschen in 26 Provinzen vertrieben, 81 Menschen wurden vermisst oder sind tot. Bis zum 13. August waren 63,46 Millionen Menschen von den Überschwemmungen betroffen und verursachten einen direkten wirtschaftlichen Schaden von 178,96 Milliarden CNY, was 12,7 % bzw. 15,5 % über dem Durchschnitt der Jahre 2015 bis 2019 liegt. 219 Menschen wurden tot aufgefunden oder vermisst, und 54.000 Häuser stürzten ein, was 54,8 % bzw. 65,3 % unter dem Durchschnitt der Jahre 2015 bis 2019 liegt. Das Ministerium für Wasserwirtschaft gab an, dass insgesamt 443 Flüsse landesweit überflutet wurden, wobei 33 von ihnen auf den höchsten jemals aufgezeichneten Pegel anschwollen. Laut Statistiken des Staatsamtes für Kulturerbe wurden 76 wichtige nationale Kulturdenkmäler und 187 provinzielle Kulturerbestätten in unterschiedlichem Maße beschädigt.
Zu den betroffenen Regionen gehören Guangxi, Guizhou, Sichuan, Hubei und Chongqing. Die Regionen umfassen das obere und mittlere Flussgebiet des Jangtse und seiner Nebenflüsse. Mit mehr Regen dehnten sich die Überschwemmungen auf die tiefer gelegenen Regionen des Jangtse-Beckens wie Anhui, Jiangxi und Zhejiang aus. Hunan, Fujian und Yunnan waren ebenfalls betroffen.